# Gulden duński
Gulden duński (duń. Gylden) – złota lub srebrna moneta duńska, używana od końca XV wieku.
Pierwsze guldeny pojawiły się w Danii za panowania króla Jana II, który ulegając wpływom niemieckim postanowił w 1490 roku wprowadzić na rynek swojej monarchii monetę podobną do powszechnego w Cesarstwie guldena reńskiego. Ponieważ duński gulden był bity ze złota gorszej próby, zawierał początkowo 2.4 gramów czystego złota. We wprowadzonym przez króla Jana systemie gulden stanowił 1/6 duńskiego nobla. W stosunku do monet srebrnych starano się zachować relację, według której gulden wart był 24 szylingi (czyli 1 i 1/2 marki).
Ordynacja Chrystiana II z 1514 roku obniżyła zawartość czystego złota w guldenie do 2.35 gramów. Wprowadzono jednocześnie srebrne guldeny, zawierające 23.68 gramów czystego srebra, równe co do wartości złotym guldenom. Utworzony został teraz następujący system monetarny, obejmujący monety złote i srebrne:
| moneta  | Gulden | Marka | Szyling | Witen | Blafert | Fenig |
| ------- | ------ | ----- | ------- | ----- | ------- | ----- |
| Nobel   | 6      | 9     | 144     | 432   | 864     | 1728  |
| Gulden  |        | 3/2   | 24      | 72    | 144     | 288   |
| Marka   |        |       | 16      | 48    | 96      | 192   |
| Szyling |        |       |         | 3     | 6       | 12    |
| Witen   |        |       |         |       | 2       | 4     |
| Blafert |        |       |         |       |         | 2     |

W 1523 roku system uległ znacznym zmianom – wobec dużej dewaluacji marki gulden równy był teraz 2 i 1/2 marki oraz zawierał 22.876 gramów czystego srebra. Ponieważ złoty gulden nie uległ zmianie, oznaczało to niewielki wzrost wartości srebra w stosunku do wartości złota. Obowiązujący odtąd system przedstawiony został w poniższej tabelce:
| moneta  | Gulden | Marka | Szyling | Witen | Blafert | Fenig |
| ------- | ------ | ----- | ------- | ----- | ------- | ----- |
| Nobel   | 6      | 15    | 240     | 720   | 1440    | 2880  |
| Gulden  |        | 5/2   | 40      | 120   | 240     | 480   |
| Marka   |        |       | 16      | 48    | 96      | 192   |
| Szyling |        |       |         | 3     | 6       | 12    |
| Witen   |        |       |         |       | 2       | 4     |
| Blafert |        |       |         |       |         | 2     |

Dalsza dewaluacja srebrnych monet duńskich doprowadziła do reformy monetarnej w 1541 roku, która stworzyła w Danii nowy system oparty na talarze duńskim (rigsdaler). Spowodowało to, że srebrne guldeny z biegiem czasu były coraz rzadziej spotykane, by w końcu całkowicie zniknąć z duńskiego systemu walutowego. Pozostały już tylko guldeny złote, których zawartość złota w 1584 roku podniesiona została do 2,44 grama. Złoty gulden równy był wtedy średnio 1 i 1/5 talara, jednak ścisła relacja między monetami złotymi i srebrnymi ulegała w handlu ciągłym wahaniom.
Ostatnie złote guldeny wybite w latach 1625–1632 ważyły 3,249 grama i zawierały 2,47 grama czystego złota. Jeszcze przed końcem XVII wieku złote guldeny duńskie zastąpione zostały przez dukaty i inne monety bite ze złota.

## Literatura
- Zbigniew Żabiński, Rozwój systemów pieniężnych w Europie zachodniej i północnej, Zakład Narodowy Imienia Ossolińskich – Wydawnictwo, Wrocław 1989, ISBN 83-04-02992-8.